# Aleksandra i Hieronim Skłodowscy
Aleksandra i Hieronim Skłodowscy – matka i syn, Polacy zamordowani za pomoc niesioną Żydom przez okupantów niemieckich we wsi Skłody-Piotrowice w obecnym powiecie ostrowskim.

## Przed zbrodnią
Rodzina Skłodowskich była trzypokoleniowa. Najstarszą osobą była Aleksandra (ur. ok. 1862). Razem z nią mieszkali córka Apolonia oraz syn Hieronim (ur. ok. 1906) wraz ze swoją rodziną – żoną Amelią (ur. 1909) i pięciorgiem dzieci: Leonardem, Ireną, Natalią, Cecylią i Włodzimierzem. Hieronim był rolnikiem, we wsi zwano go „Marczakiem”. Po ataku III Rzeszy na ZSRR, pod koniec sierpnia 1941 Niemcy ogłosili, że Żydzi zamieszkujący Zaręby Kościelne i okolice zostaną ewakuowani do getta w Czyżewie. Na początku września przeprowadzono akcję przesiedleńczą. W jej trakcie Żydów umieszczono w szkole w Szulborzu. Następnie przewieziono do lasu koło Mianówka, gdzie zostali zamordowani i pogrzebani. Według inskrypcji umieszczonej na pomniku odsłoniętym tam w 1959, zginęło wówczas ok. 5000 Żydów. W trakcie transportu część Żydów zdołała uciec i ukryć się w okolicach Zarąb Kościelnych. Jednym z takich miejsc, w którym Żydzi znaleźli schronienie było gospodarstwo rodziny Skłodowskich w Skłodach-Piotrowicach.

## Przebieg zbrodni
20 stycznia 1944 niemieccy żandarmi przybyli z posterunków w Zarębach Kościelnych, Andrzejewie i Jasienicy, by dokonać obławy w Skłodach-Piotrowicach. W czasie akcji w gospodarstwie Skłodowskich, których podejrzewano o przetrzymywanie Żydów, przeprowadzono rewizję. Odkryto mogącą pomieścić kilka osób kryjówkę, która w dniu obławy była pusta. Pomimo tego rozstrzelano na miejscu Hieronima i jego obłożnie chorą matkę Aleksandrę, a ciała zamordowanych zakopano nieopodal zabudowań. Pozostałych przy życiu członków rodziny umieszczono w areszcie w Jasienicy, gdzie przebywali przez tydzień. Po zwolnieniu Niemcy nie pozwolili im wrócić na swoje gospodarstwo i do końca okupacji niemieckiej zamieszkiwali w sąsiednich Skłodach Średnich. Według niektórych opracowań Niemcy mieli rozstrzelać także Amelię Skłodowską wraz z którymś z dzieci oraz ich sąsiadkę Stefanię Pieńkowską, która w trakcie obławy miała przebywać u sąsiadów.

## Upamiętnienie
16 czerwca 2019 w Skłodach-Piotrowicach Aleksandra i Hieronim Skłodowscy zostali upamiętnieni w ramach projektu „Zawołani po imieniu”. Przy domu nr 6, w miejscu gdzie zostali zamordowali, odsłonięto pomnik. Uroczystość uświetnili, m.in.: wiceminister kultury i dziedzictwa narodowego Magdalena Gawin, wójt gminy Zaręby Kościelne Urszula Wołosiewicz, starosta ostrowski Zbigniew Chrupek oraz dyrektor Instytutu Pileckiego Wojciech Kozłowski.

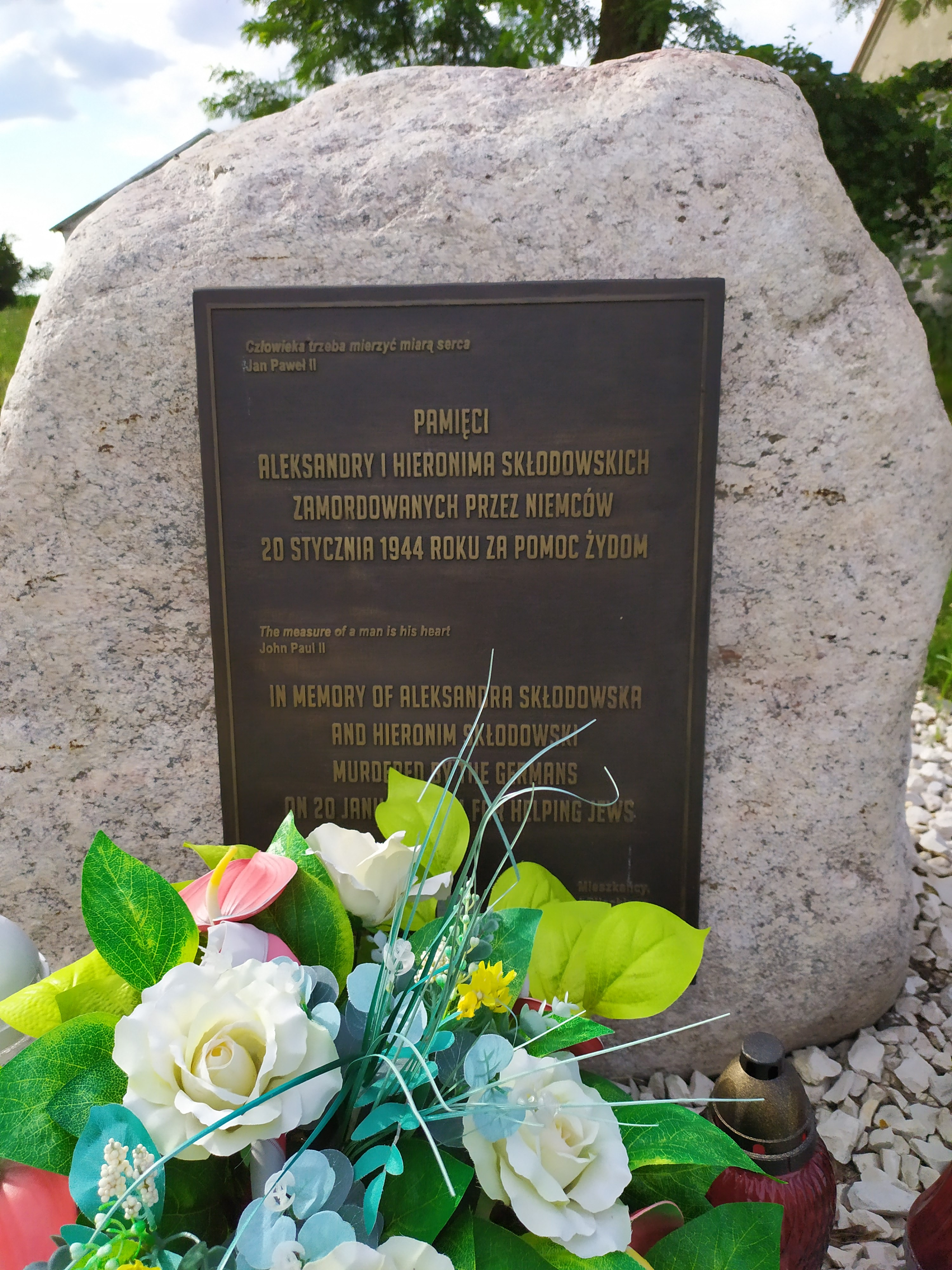
Tablica pamiątkowa